# Heptranchias perlo
Heptranchias perlo is een vis uit de familie der koehaaien (Hexanchidae). De vis kan een lengte bereiken van 137 centimeter. De wetenschappelijke naam van de soort werd in 1788 als Squalus perlo gepubliceerd door Pierre Joseph Bonnaterre. Het is de enige recente soort van het geslacht Heptranchias.

## Leefwijze
De vis prefereert diep water en komt voor in de Indische, Grote en Atlantische Oceaan en in de Middellandse Zee. De soort leeft op dieptes tot 1000 meter en is een traag zwemmende, opvallend lange haai.

## Relatie tot de mens
Deze haai is voor de visserij van beperkt commercieel belang. In de hengelsport wordt er weinig op de vis gejaagd.
Voor de mens is de soort giftig om te eten.